# Élections européennes de 1999 en Italie
| Suffrages exprimés                                            | Suffrages exprimés | Suffrages exprimés | 31 110 065 |             | 87 sièges à pourvoir | 87 sièges à pourvoir |
|                                                               |                    |                    |            |             |                      |                      |
| Liste                                                         | Tête de liste      |                    | Suffrages  | Pourcentage | Sièges acquis        | Var.                 |
| Forza Italia (FI)                                             | Néant              |                    | 7 829 624  | 25,17 %     | 22 / 87              |                      |
| Démocrates de gauche (DS)                                     | Néant              |                    | 5 395 363  | 17,34 %     | 15 / 87              |                      |
| Alliance nationale - Pacte Segni                              | Néant              |                    | 3 202 895  | 10,3 %      | 9 / 87               |                      |
| Liste Bonino (BONINO)                                         | Néant              |                    | 2 631 205  | 8,46 %      | 7 / 87               |                      |
| Les Démocrates (Dem.)                                         | Néant              |                    | 2 407 952  | 7,74 %      | 7 / 87               |                      |
| Ligue du Nord (LN)                                            | Néant              |                    | 1 395 547  | 4,49 %      | 4 / 87               |                      |
| Parti de la refondation communiste (RC)                       | Néant              |                    | 1 328 512  | 4,27 %      | 4 / 87               |                      |
| Parti populaire italien (PPI)                                 | Néant              |                    | 1 319 499  | 4,24 %      | 4 / 87               |                      |
| Centre chrétien-démocrate (CCD)                               | Néant              |                    | 806 429    | 2,59 %      | 2 / 87               |                      |
| Socialistes démocrates italiens (SDI)                         | Néant              |                    | 671 821    | 2,16 %      | 2 / 87               |                      |
| Chrétiens démocrates unis (CDU)                               | Néant              |                    | 670 065    | 2,15 %      | 2 / 87               |                      |
| Parti des communistes italiens (PdCI)                         | Néant              |                    | 622 259    | 2 %         | 2 / 87               |                      |
| Fédération des Verts (FdV)                                    | Néant              |                    | 548 911    | 1,76 %      | 2 / 87               |                      |
| Union des démocrates pour l'Europe (UDEUR)                    | Néant              |                    | 499 498    | 1,61 %      | 1 / 87               |                      |
| Mouvement social – Flamme tricolore (MSFT)                    | Néant              |                    | 495 351    | 1,59 %      | 1 / 87               |                      |
| Renouveau italien - Liste Dini (RI)                           | Néant              |                    | 353 806    | 1,14 %      | 1 / 87               |                      |
| Parti des retraités (PP)                                      | Néant              |                    | 232 169    | 0,75 %      | 1 / 87               |                      |
| Parti républicain italien - Fédération des libéraux (PRI-FDL) | Néant              |                    | 168 178    | 0,54 %      | 1 / 87               |                      |
| Autres                                                        | Néant              |                    | 530 981    | 1,71 %      | 0 / 87               |                      |